# Monako na Zimowych Igrzyskach Olimpijskich 2006
Monako na Zimowych Igrzyskach Olimpijskich 2006 reprezentowało 4 sportowców. Po raz pierwszy od 1984 roku członkiem monakijskiej reprezentacji nie był książę Albert, który w 2005 r. został władcą księstwa.

## Sportowcy według dyscyplin

### Narciarstwo alpejskie
| Mężczyźni - Olivier Jenot: - supergigant - 48. miejsce - slalom gigant - nie ukończył - slalom specjalny - 35. miejsce | Kobiety - Alexandra Colletti: - zjazd - 31. miejsce - kombinacja alpejska - nie ukończyła - supergigant - 41. miejsce - slalom specjalny - 33. miejsce - slalom gigant - nie ukończyła |

### Bobsleje
| Mężczyźni - Patrice Servelle, Jeremy Bottin: - dwójki - 12. miejsce |